# Parc des Buttes-Chaumont
Parc des Buttes-Chaumont [park de büt šomon] je veřejný park, který se nachází na severovýchodě Paříže v 19. obvodu. Park byl vybudován v roce 1867 a rozkládá se na ploše 24,73 ha, což z něj činí třetí největší pařížský park.

## Historie
Na místě se původně nacházely staré kamenolomy, kde se těžil sádrovec a stavební kámen pro výstavbu domů v Paříži. Park byl zřízen v největším z těchto lomů. Napoleon III. pověřil barona Hausmanna, aby zde vybudoval park. Architektem parku se stal Jean-Charles Alphand, který se mj. podílel i na vzniku Bois de Boulogne.
Na počátku 21. století byla na popud Strany zelených změněna péče o park. Některé části trávníku nejsou sečeny pravidelně, ani stejným způsobem, aby se flóra stala rozmanitější. Zahradníci si koupili malý traktor, který jim umožňuje provádět tyto operace i na strmých svazích parku.

## Flóra a fauna
Park má velmi bohatou skladbu dřevin, roste zde mnoho vzácných druhů, např. jerlín, platan vysazený v roce 1862 (6,35 m v obvodu), dřezovec americký, jinan dvoulaločný, jilm sibiřský, libanonský cedr zasazený roku 1880.
V parku hnízdí množství druhů ptáků. Především to jsou obvyklé druhy ve městech jako vrány, vrabci, holubi, špačci, straky, kosi, sýkorky, pěnkavy, červenky, brhlík lesní, střízlík. K méně obvyklým patří pěnice černohlavá, rorýs, datel, drozd, sojka, vlaštovka, poštolka obecná, krahujec nebo puštík obecný.
Na jezeře to jsou kachny, husy, volavky, rackové, občas se vyskytne i ledňáček říční.

## Vybavení parku
Z plochy 24,73 ha tvoří 12 ha trávníky, 6 ha květinové záhony, 1,5 ha jezero, napájené dvěma toky, s ostrovem Belvédère a 1 ha skaliska. 4,5 ha zabírá provoz, který tvoří 5,5 km cest a 2,2 km silnic.
Dominantou parku je útes na ostrově vysoký 30 m. Na jeho vrcholku je malý pavilon. K němu je přístup dvěma mosty. Zděný je vysoký 22 m a má rozpětí 12 m, visutý most ze dřeva má rozpětí 65 m. Skálou vede k jezeru vytesané schodiště se 173 schody.
V parku je rovněž jeskyně 14 m široká, 20 m vysoká, zdobená krápníky, z nichž největší má 8 metrů.
V parku se nachází 6 pavilonů u hlavních vchodů, 3 restaurace, dvě loutková divadla a vede přes něj zaniklá železnice z roku 1862.